# Попара, Деян
Де́ян По́пара (босн. Dejan Popara; 10 марта 2003, Требине) — боснийский футболист, полузащитник луганской «Зари».

## Клубная карьера
Родился в городе Требине. Воспитанник академии «Звезды 09», где выступал за юношескую и молодёжную команду клуба. Во взрослом футболе дебютировал 24 апреля 2019 года в победном (4:0) домашнем поединке 28-го тура Премьер-лиги против зеницкого «Челика». Деян вышел на поле на 84-й минуте вместо черногорца Славена Степановича. Этот матч оказался единственным для юного опорника в сезоне 2018/19. В следующем сезоне сыграл в 3-х матчах высшего дивизиона боснийского чемпионата. В сезоне 2021/22 провёл два поединка в Юношеской лиге УЕФА за «Звезду 09» против турецкого «Трабзонспора».
В конце февраля 2022 года перешёл в знаменитый клуб, «Борац». За клуб из Бани-Луки дебютировал 2 марта 2022 года в победном (1:0) выездном поединке Кубка Боснии и Герцеговины против «Тузла Сити». Попара вышел на поле на 77-й минуте вместо черногорца Милана Вушоровича. Этот матч оказался единственным для игрока в сезоне 2021/22. 14 июля 2022 года дебютировал в Лиге конференций УЕФА, в проигранном (1:3) выездном поединке 1-го квалификационного раунда против фарерского Б-36. Молодой опорник вышел на поле в стартовом составе и отыграл весь матч, а на 26-й минуте получил жёлтую карточку. В Премьер-лиге дебютировал за «Борац» уже в следующем сезоне, 24 июля 2022 года в проигранном (1:3) домашнем поединке 2-го тура против «Сараево». Деян вышел на поле в стартовом составе, а на 58-й минуте его заменил Амар Бегич. В сезоне 2022/23 выходил на поле в 24 поединках высшего дивизиона чемпионата Боснии и Герцеговины.
В начале июля 2023 года ушёл в аренду в «Слогу». Дебютировал за добойский клуб 30 июля 2023 года в победном (2:1) выездном поединке 1-го тура Премьер-лиги Боснии и Герцеговины против «Сараево». Попара вышел на поле в стартовом составе и отыграл весь матч, а на 75-й минуте получил жёлтую карточку. В первой половине сезона 2023/24 выходил на поле в 17 поединках Премьер-лиги. В конце декабря 2023 года вернулся в расположение «Бораца», но уже в середине января 2024 года договорился о расторжении соглашения с клубом и свободным агентом подписал полноценный контракт со «Слогой». Уже в качестве полноценного игрока клуба дебютировал за слезский коллектив 11 февраля 2024 года в победном (1:0) домашнем поединке кубка Боснии и Герцеговины против «Игмана». Деян вышел на поле на 46-й минуте вместо серба Зорана Карача. Первый матч по возвращении в «Слогу» в Премьер-лиге провел 16 февраля 2024 года в 19-м туре против мостарской «Вележа», в котором команды расписали ничью (0:0). Попара вышел на поле в стартовом составе и отыграл весь матч. Первым голом во взрослом футболе отличился 26 октября 2024 года на 27-й минуте победного (2:0) домашнего поединка 11-го тура Премьер-лиги Боснии и Герцеговины против габельского ГОШКа. Деян вышел на поле в стартовом составе и отыграл весь матч. За 2024-й календарный год сыграл за «Слогу» в чемпионате страны 26 матчей (2 гола), ещё 5 поединков провел в национальном кубке.
В начале января 2025 года стало известно, что луганская «Заря» интересуется Деяном Попарой, а уже 8 января 2025 года стало известно, что луганский клуб подписал долгосрочный контракт с игроком. По данным интернет-портала Transfermarkt «Заря» заплатила за боснийского полузащитника 180 000 евро.

## Карьера в сборной
На международном уровне дебютировал за юношескую сборную Боснии и Герцеговины (U-16) 26 апреля 2019 года в ничейном (0:0) домашнем поединке против сверстников из Армении. Деян вышел на поле на 63-й минуте вместо Алексея Голянина. За юношеские сборные Боснии и Герцеговины разных возрастов сыграл 24 матча.
В футболке молодёжной сборной Боснии и Герцеговины дебютировал 3 июня 2022 года в проигранном (0:3) выездном поединке 6-й группы квалификации молодёжного чемпионата Европы против Ирландии. Попара вышел на поле на 71-й минуте вместо Петара Сучича. С 2022 по 2023 год сыграл 6 матчей за боснийскую «молодёжку» (1 — официальный и 5 — товарищеский).